# Danny Coyne
Danny Coyne, nació el 27 de agosto de 1973 en Prestatyn, Gales exfutbolista galés su último equipo fue el Shrewsbury Town de Inglaterra. Su posición era portero. 

## Selección nacional
Fue internacional con la Selección de fútbol de Gales en un total de 16 partidos.

## Clubes
| Club               | País       | Año       |
| ------------------ | ---------- | --------- |
| Tranmere Rovers    | Inglaterra | 1992-1999 |
| Grimsby Town       | Inglaterra | 1999-2003 |
| Leicester City     | Inglaterra | 2003-2004 |
| Burnley FC         | Inglaterra | 2004-2007 |
| Tranmere Rovers    | Inglaterra | 2007-2009 |
| Middlesbrough FC   | Inglaterra | 2009-2012 |
| Sheffield United   | Inglaterra | 2012-2013 |
| Shrewsbury Town FC | Inglaterra | 2013-2014 |